# Duarte Pio van Bragança
Duarte Pio van Bragança (Bern, 15 mei 1945) is sinds 1976 hertog van Bragança en pretendent van de Portugese troon. Hij is lid van het huis Bragança.

## Levensloop
Duarte Pio is de oudste zoon van hertog Duarte Nuno van Bragança uit diens huwelijk met Maria Francisca van Orléans-Bragança, dochter van Pedro de Alcantara van Orléans-Bragança, prins van Grão-Pará. Hij groeide samen met zijn broers Miguel en Henrique op in Zwitserland en Frankrijk. 
Op 27 mei 1950 hief de Portugese Nationale Vergadering de verbanningswetten van 1834 en 1910 op, waardoor zijn familie kon terugkeren naar het land. In 1951 zette Duarte Pio voor het eerst voet op Portugese bodem, begeleid door zijn tante Dona Filipa. Sinds 1952 woont hij in Portugal. Na de dood van zijn vader in 1976 werd hij hertog van Bragança en pretendent van de Portugese troon.
Van 1957 tot 1959 bezocht Duarte Pio het Colégio Nuno Álvares in Santo Tirso en in 1960 ging hij studeren aan de Militaire Universiteit in Lissabon. Van 1968 tot 1971 vervulde hij krijgsdienst in Angola, waar Portugal toen in de koloniale oorlog was verwikkeld. Hij behaalde de rang van luitenant-ter-zee en werkte als helikopterpiloot in de Portugese luchtmacht. In 1972 nam hij met een multi-etnische Angolese groep deel aan de organisatie van een onafhankelijke kandidatenlijst voor de parlementsverkiezingen dat jaar. Dat leidde tot zijn uitwijzing uit Angola, op verzoek van eerste minister Marcello Caetano. Later zette Duarte Pio zijn contacten met politieke leiders in Portugeessprekende landen voort.  
In 1995 stichtte Nikolaus von und zu Sandizell in Portugal de actiegroep Arqueonautas, Arqueologia Subaquatica SA, een van de meest toonaangevende marine-archeologische bedrijven ter wereld. Duarte Pio werd voorzitter van de toezichtsraad.

## Oost-Timor
Duarte Pio was een pleitbezorger van onafhankelijkheid voor Oost-Timor, een voormalige Portugese kolonie die in 1975 gewelddadig bezet werd door Indonesië. Nog voor de politieke wereldleiders deze kwestie als probleem zagen, organiseerde Duarte Pio meerdere nationale en internationale campagnes in het belang van Oost-Timor. In 1997 stelde hij de Indonesische vicepresident Bacharuddin Jusuf Habibie voor om een referendum over onafhankelijkheid voor Oost-Timor te organiseren. In 1999, nadat Habibie president was geworden, werd inderdaad een referendum gehouden, dat tot de onafhankelijkheid van Oost-Timor leidde.

## Huwelijk en kinderen
Op 14 mei 1995 huwde Duarte Pio in het Hieronymusklooster in Lissabon met Inês de Castro Curvello de Herédia (1966), dochter van Dom Jorge de Heredia en zijn echtgenote Dona Raquel Leonor Pinheiro Cuvello. Op zijn huwelijk was de volledige Europese hoge adel aanwezig en de bruiloft werd live uitgezonden op de openbare omroep. Het echtpaar kreeg drie kinderen:
- Afonso (1996)
- Maria Francisca (1997)
- Diniz (1999)